# Alessandro Fabian
Alessandro Fabian (Padua, 7 januari 1988) is een triatleet uit Italië. Hij nam namens zijn vaderland deel aan de Olympische Spelen (2012) in Londen, waar hij eindigde op de tiende plaats in de eindrangschikking met een tijd van 1:48.03.

## Palmares

### triatlon
- 2012: 10e OS - 1:48.03
- 2013: 15e WK olympusche afstand - 1751 p
- 2015: 24e WK olympische afstand - 1446 p
- 2016: 26e WK olympische afstand - 876 p